# Stemmadenia
Stemmadenia é um género botânico pertencente à família Apocynaceae.